# Bironowie

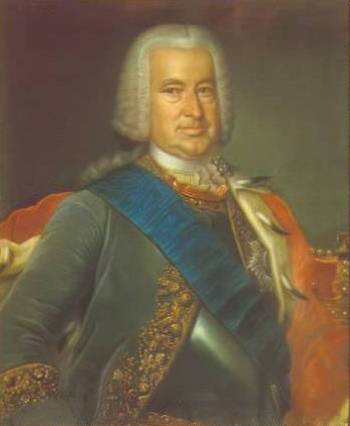
Ernest Jan Biron

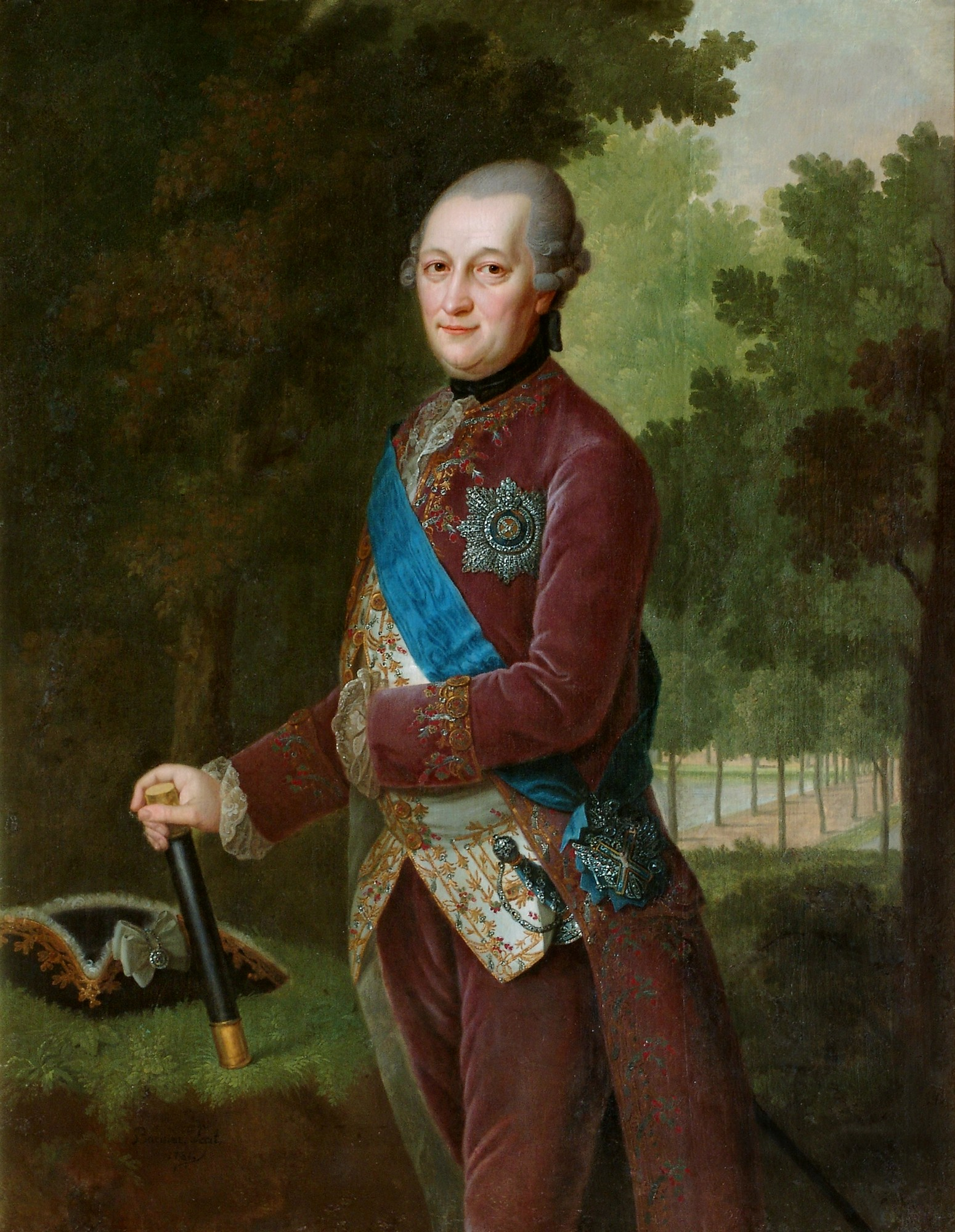
Piotr Biron

Bironowie – dynastia książęca pochodzenia niemieckiego wywodząca się prawdopodobnie z rycerstwa Westfalii, w latach 1737–1795 panująca w Księstwie Kurlandii i Semigalii oraz w latach 1786–1862 w księstwie żagańskim, także na Sycowie i Náchodzie. 

## Dzieje rodu
Dynastię zapoczątkował Ernest Jan Bühren, szlachcic inflancki, faworyt cesarzowej Anny Iwanowny, który po uzyskaniu w 1733 tytułu hrabiego Świętego Cesarstwa Rzymskiego przybrał sobie nowe francusko brzmiące nazwisko od rodu książąt Bironów de Gontaut.
Dzięki pozycji jaką zajmował na dworze petersburskim cesarzowej Anny Iwanowny oraz faktycznym rządom w Cesarstwie Rosyjskim w latach 1730–1740 Ernest Jan Biron uzyskał dziedziczny tron Księstwa Kurlandii i Semigalii po wymarciu dynastii Kettlerów. Utracił go na skutek zamachu stanu Anny Leopoldowny w 1740. W wyniku polityki cesarzowej  Katarzyny II w Rzeczypospolitej Obojga Narodów powrócił na niego jednak w 1763.
Po abdykacji Ernesta Jana Birona w 1769 Księstwem Kurlandii i Semigalii władał jego najstarszy syn Piotr Biron. Był on posłusznym wykonawcą woli władców rosyjskich i gdy w 1795 dokonany został III rozbiór Rzeczypospolitej za cenę wysokiego odszkodowania oraz dożywotniej renty ustąpił z tronu kurlandzkiego i wyjechał na Śląsk, gdzie w latach 1786–1800 był księciem żagańskim. 
Po śmierci Piotra Birona jego dobra śląskie i czeskie odziedziczyły córki, z których najbardziej znana była Dorota de Talleyrand-Périgord.
Obecnie żyjący przedstawiciele rodu Bironów wywodzą się od młodszego syna Ernesta Jana Birona, Karola Ernesta Birona. Linia ta do 1945 była w posiadaniu licznych majątków ziemskich na Śląsku w tym Wolnego Państwa Stanowego Sycowa.
Od 1982 głową rodu Bironów jest Ernst Johann Biron von Curland, który jest pracownikiem naukowym Instytutu Maxa Plancka.

## Przedstawiciele rodu
- Ernest Jan Biron – książę Kurlandii i Semigalii, regent Cesarstwa Rosyjskiego
- Piotr Biron – książę Kurlandii i Semigalii, książę Żagania
- Karol Ernest Biron von Curland – pan Wolnego Państwa Stanowego Sycowa, generał-major wojsk rosyjskich
- Apolonia z Ponińskich Biron von Curland – żona księcia Karola Ernesta Birona von Curland
- Gustaw Kalikst Biron von Curland – pan Wolnego Państwa Stanowego Sycowa, podpułkownik wojsk pruskich
- Dorota de Talleyrand-Périgord – księżna Dino, księżna Żagania
- Wilhelmina żagańska – właścicielka Náchodu, księżna Żagania
- Ernst Johann Biron von Curland – fizyk Instytutu Maxa Plancka

## Władcy z dynastii Bironów

### Książęta  Kurlandii i Semigalii
- 1737–1741 Ernest Jan Biron
- 1763–1769 Ernest Jan (ponownie)
- 1769–1795 Piotr (syn)

### Książęta Żagania
- 1786–1800 Piotr (syn Ernesta Jana)
- 1800–1839 Wilhelmina (Katarzyna) (córka Piotra)
- 1839–1845 Paulina (siostra Wilhelminy)
- 1845–1862 Dorota (siostra Pauliny)

### Wolni Panowie Sycowa
- 1734–1772 Ernest Jan Biron
- 1771–1801 Karol Ernest (syn)
- 1801–1821 Gustaw Kalikst (syn)
- 1821–1848 Karol Biron (syn)
- 1848–1882 Kalikst Biron (brat)

## Genealogia rodu
```
Ernest Jan Biron
 (1690–1772)
x Benigna Gottlieb von Trotha gt Treyden (1703–1782)
│
│
├─>
Piotr Biron
 (1724–1800), hrabia Świętego Cesarstwa Rzymskiego, książę Kurlandii i Semigalii, książę Żagania
│  x Karolina von Waldeck (1748–1782)
│  x Eudoksja Jusupowa  (1743–1780)
│  x 
Anna Charlotta Dorota von Medem
 (1761–1821)
│  │
│  │
│  ├─>
Wilhelmina Biron
 (1781–1839), księżna żagańska
│  │  x Juliusz Armand de Rohan-Guéménée
│  │  x Wasyl Trubecki
│  │  x Karol von Schulenburg-Vitzenburg
│  │
│  ├─>
Paulina Biron
 (1782–1845)
│  │  x 
Fryderyk Herman von Hohenzollern-Hechingen

│  │
│  ├─>Joanna Biron (1783–1876)
│  │  x Franciszek Pignatelli de Bellmonte, książę Ascenza
│  │
│  ├─>Piotr Biron  (1787–1790)
│  │
│  └─>
Dorota Biron
 (1793–1862), księżna kurlandzka, księżna żagańska, księżna Dino
│     x Aleksander Edmund de Talleyrand-Périgord, książę Dino
│
│
├─>Jadwiga Elżbieta Biron (1727–1797)
│  x Aleksander Czerkasow
│
└─>
Karol Ernest Biron
 (1728–1801), książę kurlandzki, pan Sycowa
   x 
Apolonia Ponińska

   │
   │
   ├─>Benigna Biron (1778–1779)
   │
   │
   ├─>
Gustaw Kalikst Biron
 (1780–1821), książę kurlandzki, pan Sycowa
   │  x Franciszka Maltzan (1788–1849)
   │  │
   │  │
   │  ├─>Luiza Biron (1808–1845)
   │  │  x Alfred von Hohenthal (1805–1860)
   │  │
   │  ├─>Laura Biron (1810–1811)
   │  │
   │  │
   │  ├─>Karol Biron (1811–1848), książę kurlandzki, pan Sycowa
   │  │
   │  │
   │  ├─>Antoinette Biron (1813–1882)
   │  │  x Lazar von Lazarew, hrabia de Hoym (1786–1871)
   │  │
   │  ├─>Franciszka Biron (1815–1888)
   │  │  x Leopold Hermann von Boyen (1811–1886)
   │  │
   │  ├─>Kalikst Biron (1817–1882), książę kurlandzki, pan Sycowa
   │  │  x Jelena Mestscherskaja (1820–1905)
   │  │
   │  └─>Piotr Biron (1818–1852)
   │
   │
   ├─>Piotr Aleksy Biron (1781–1809)
   │
   │
   ├─>Karolina Biron (ur. 1782)
   │
   │
   ├─>Adolf Biron (1783–1789)
   │
   │
   ├─>Konstancja Biron (1787–1793)
   │
   │
   ├─>Luiza Biron (1791–1853)
   │
   │
   └─>Katarzyna Biron (1792–1813)
```